# Huis ten Bosch (Japan)

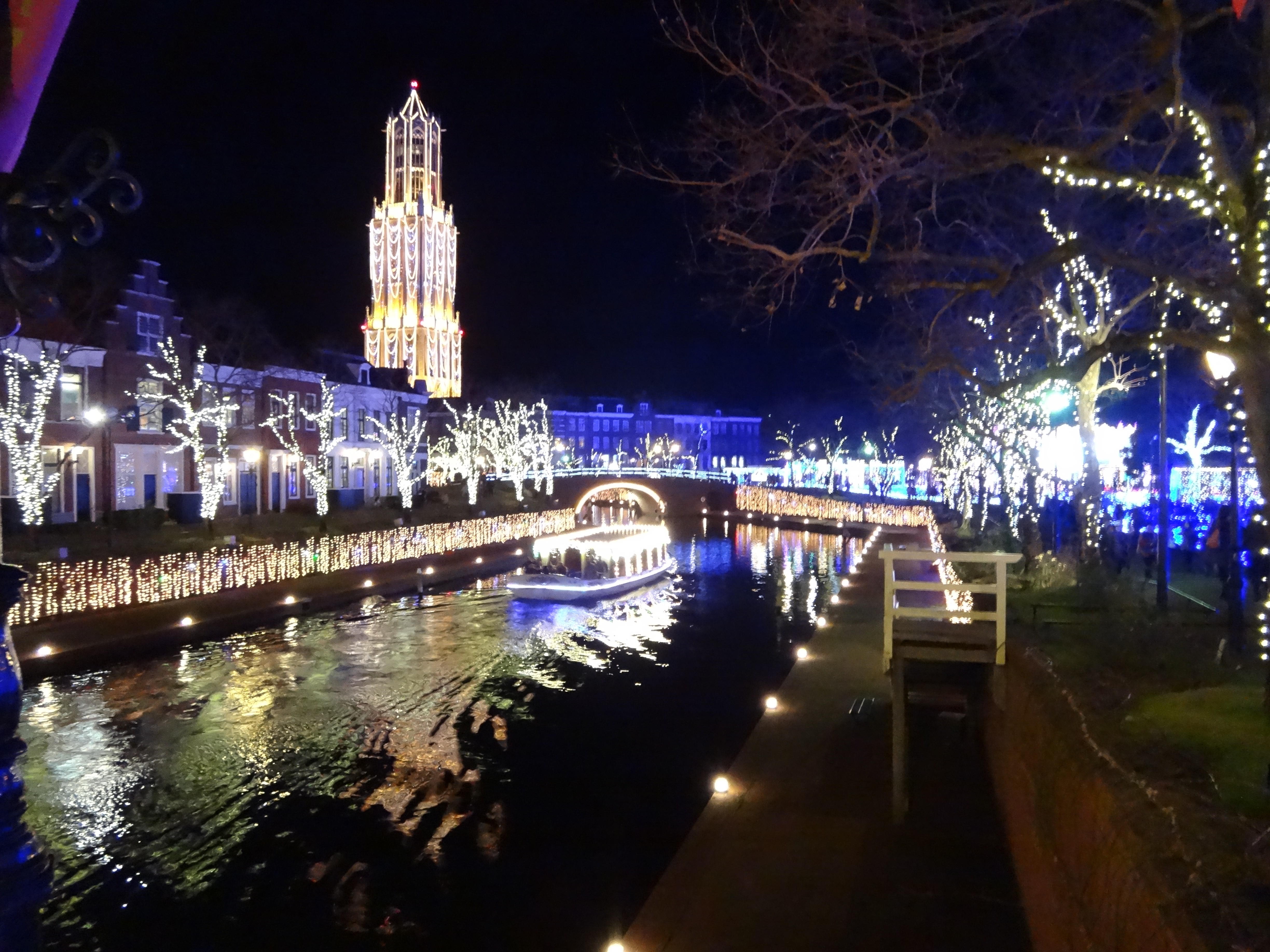
Replica's van een Nederlandse gracht en de Domtoren van Utrecht bij nieuwjaarsverlichting.

Huis ten Bosch (Japans: ハウステンボス, Hausu Ten Bosu) is een themapark in Japan, waarin een getrouwe replica van een Nederlands stadje met allerlei Nederlandse gebouwen is gemaakt.
Huis ten Bosch is een idee van Yoshikuni Kamichika. In 1979 bezocht hij voor het eerst Europa, waarbij hij ook Nederland bezocht. Tijdens het bezoek aan Nederland raakte hij onder de indruk van de Nederlandse ervaring met het inpolderen van water. Hij was op zoek naar een unieke attractie voor de omgeving van de Omurabaai, een gebied in Japan dat tot dan maar weinig toeristen trok. Denkend aan de eeuwenoude Nederlands-Japanse handelsbetrekkingen, waarbij de Nederlanders op een klein eiland net buiten Nagasaki een dorpje hadden gebouwd, besloot hij in Japan een moderne variant op Dejima te bouwen waarin Nederlandse stadsplanning werd gecombineerd met Japanse technologie.
In 1983 ging het eerste deel van zijn wens in vervulling. Hij liet bij Nagasaki een klein dorpje bouwen, dat hij Nagasaki Holland Village noemde.
In oktober 1988 begon de constructie van Huis ten Bosch. Yoshikuni Kamichika liet meer dan 6 kilometer grachten graven, en meer dan 400.000 bomen en 300.000 bloemen planten. Ook liet hij replica's van beroemde Nederlandse gebouwen bouwen. Om deze gebouwen zo echt mogelijk te laten lijken, werden de bakstenen uit Nederland geïmporteerd.
Een van de gebouwen die nagebouwd zijn is paleis Huis ten Bosch. De replica huisvest een museum voor Japanse en internationale kunstenaars. Omdat koningin Beatrix niet toestond dat het interieur van het originele paleis werd gekopieerd, is de replica verfraaid door een team van schilders onder leiding van Rob Scholte. Voorts is de indeling anders, met het oog op de veiligheid. De locatie wordt regelmatig gebruikt voor huwelijksplechtigheden. De tuin van de Japanse replica is gebaseerd op een afgekeurd plan dat eigenlijk voor het origineel bedoeld was. Deze bevat een groot aantal beelden van goden uit de Griekse mythologie.
Op 25 maart 1992 ging Huis ten Bosch open. Het bouwen had 2½ miljard dollar gekost. Veel geld ging zitten in maatregelen om de natuur zo veel mogelijk te ontzien.
De mascotte van Huis ten Bosch is Loeki de Leeuw, het leeuwtje van de STER-reclames. Hij is er te vinden boven de deur van het informatiecentrum (dat daar óók VVV wordt genoemd), samen met zijn vriendjes Piep de Muis en Guusje, het kleine eendje.
Ongeveer elf jaar lang was er een kleine dependance van de Universiteit Leiden in het gebouw van paleis Huis ten Bosch gevestigd, waar op uitnodiging van het themapark Nederlandse studenten Japanologie onderwijs kregen. Dit project is vanwege financiële problemen stopgezet.
De Huistenbos (Japans: ハウステンボス) is een trein in Japan die rijdt tussen station Hakata in Fukuoka, en station Huistenbos bij het Huis Ten Bosch themapark in Sasebo, Nagasaki.

## Replica's
Er zijn onder andere de volgende Nederlandse gebouwen nagebouwd (tussen haakjes staat de functie van het gebouw in het attractiepark):
- Paleis Huis ten Bosch (museum voor Japanse en internationale kunstenaars, met een 1200 vierkante meter grote wandschildering van de Nederlandse kunstenaar Rob Scholte in de Oranjezaal);
- Kasteel Nijenrode te Breukelen (Teddyberenmuseum);
- Academiegebouw Universiteit Utrecht (muziekmuseum);
- Stadhuis van Gouda (glasmuseum);
- Woonhuis uit een IJsselmeerstadje (porseleinmuseum);
- Windmolen (museum over de Nederlandse ervaring met het inpolderen van land);
- Oude Kerk van Delft (carillonmuseum);
- De Oostpoort van Delft;
- Japanmuseum SieboldHuis in Leiden (tentoonstelling van de collectie Japanse items van dr. von Siebold);
- Nederlands VOC-schip (museum over Nederlandse scheepvaart en de Nederlands-Japanse betrekkingen);
- Het Scheepvaartmuseum (museum over het park Huis ten Bosch);
- Voormalige hoofdkantoor van de VOC in Amsterdam (attractie over de kunstenaar Maurits Cornelis Escher);
- Touwfabriek van de VOC (attractie (virtuele) achtbaan);
- Voormalige hoofdkantoor van de VOC in Enkhuizen (attractie over overstromingen in Nederland);
- Museum De Lakenhal in Leiden (muziekfontein en animatie);
- Domtoren in Utrecht (panorama);
- Soembing, een in 1853 in Nederland gebouwd oorlogsschip (aan Japan geschonken door koning Willem III).
- Sneeker waterpoort (functie niet bekend)
- Het schip De Liefde.
- Centraal Station van Amsterdam
- Statenlogement, Westfries Museum en Hoofdtoren uit Hoorn
- Grafisch Lyceum Utrecht uit Utrecht

## Afbeeldingen

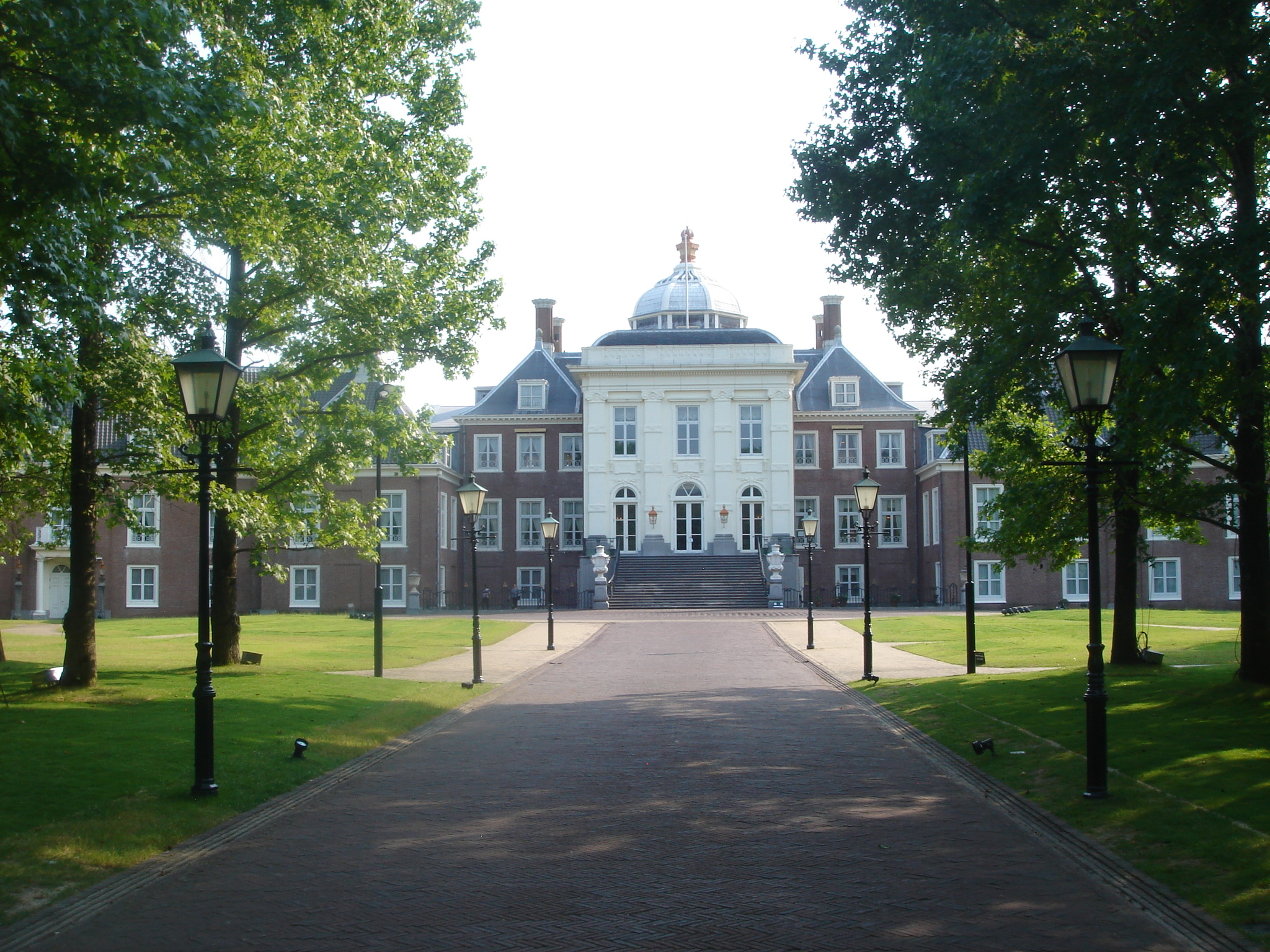
Replica van Paleis Huis ten Bosch (Nagasaki)
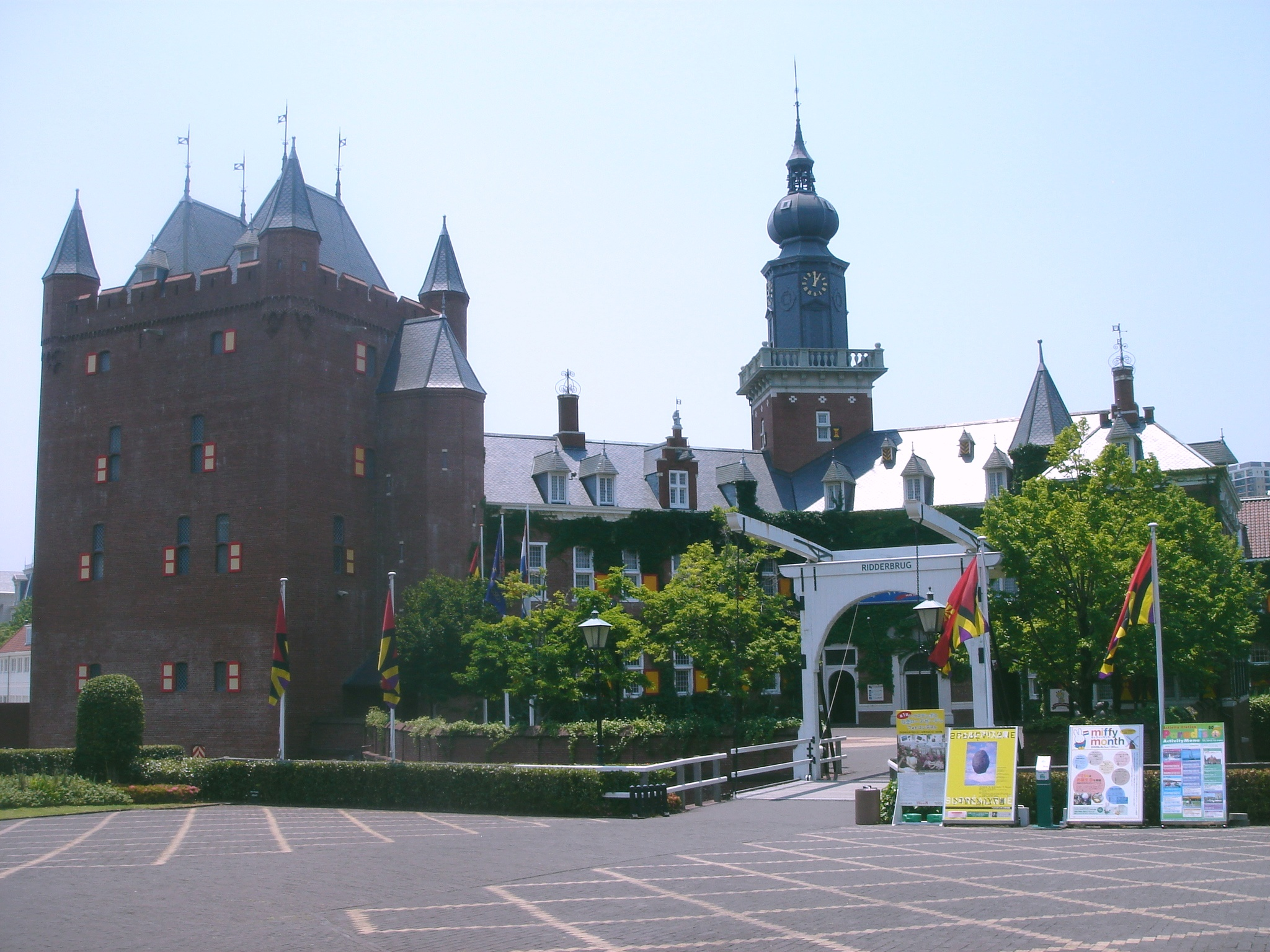
Replica van Kasteel Nijenrode (Nagasaki)
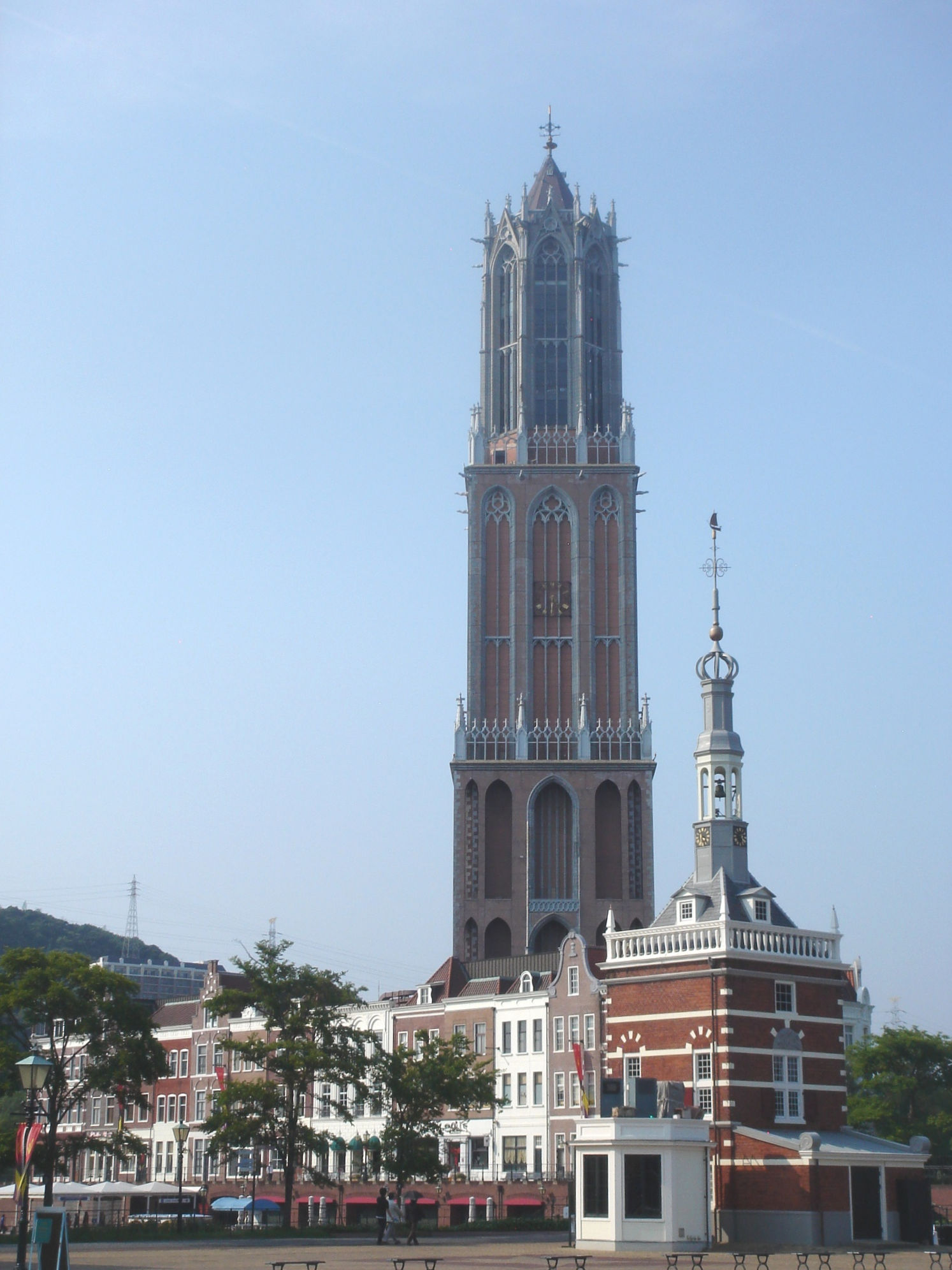
Replica van de Domtoren in Utrecht (Nagasaki)
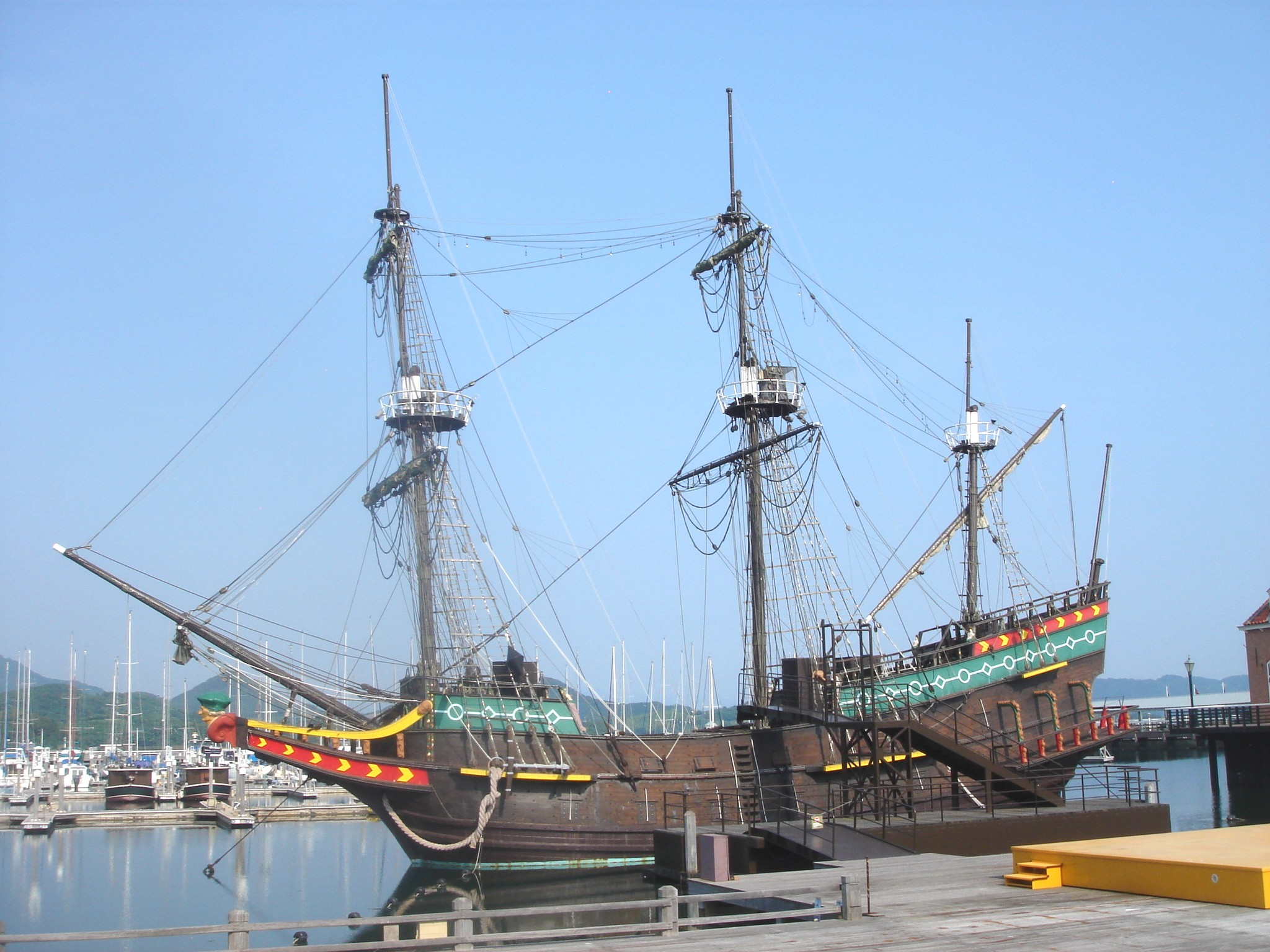
Replica van VOC-schip "De Liefde" (Nagasaki)
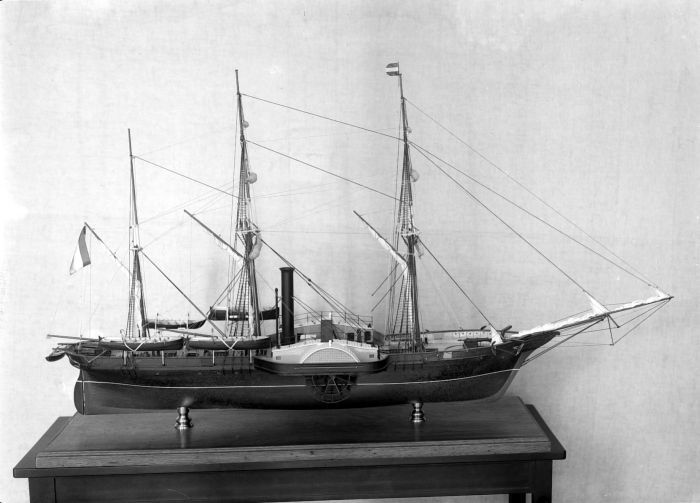
Model van de Soembing, het oorlogsschip dat in 1855 door koning Willem III aan de keizer van Japan werd geschonken